# Rock'n Roll Is King
Rock'n Roll Is King är ett studioalbum av The Playtones från 2011. .

## Låtlista
1. Madeleine
2. Target
3. Together Again
4. The King
5. Sweet Summer Day
6. Another Sad Goodbye
7. Its to Late
8. Jerry Lee-medley
9. My Heart Comes Back to You
10. Taka a Ride
11. The Most Beautiful Girl
12. To Bad

## Listplaceringar
| Lista (2011) | Position |
| ------------ | -------- |
| Sverige      | 1        |

### Fotnoter
1. ↑  Information på Ginza Musik AB (läst 2 april 2011) Arkiverad 5 mars 2011 hämtat från the Wayback Machine.
2. ↑  Listplacering (läst 2 april 2011)